# Église des Cordeliers de Toulouse
Pour les articles homonymes, voir Église des Cordeliers et Cordeliers (homonymie).
L'église des Cordeliers de Toulouse est l'ancienne église du couvent des Cordeliers à Toulouse. Elle ferme après un incendie en 1798, puis est occupée par l'administration militaire jusqu'en 1871 où elle est ravagée par un nouvel incendie. Les ruines de cette église sont classées monument historique depuis 1862.

## Histoire

### Fondation
Les frères mineurs de l’ordre de Saint-François, appelés Franciscains ou Cordeliers, s’installent à Toulouse en 1222. Du XIIIe au XVe siècle, ils édifient leur couvent dans l’espace compris entre les actuelles rues des Lois, du Collège de Foix, Albert-Lautmann et Deville. Leur église veut ouvertement rivaliser avec celle des Jacobins des frères prêcheurs de Saint-Dominique. C’est après la basilique Saint-Sernin l’église la plus vaste de Toulouse, et qui a la voûte la plus élevée (25 m).

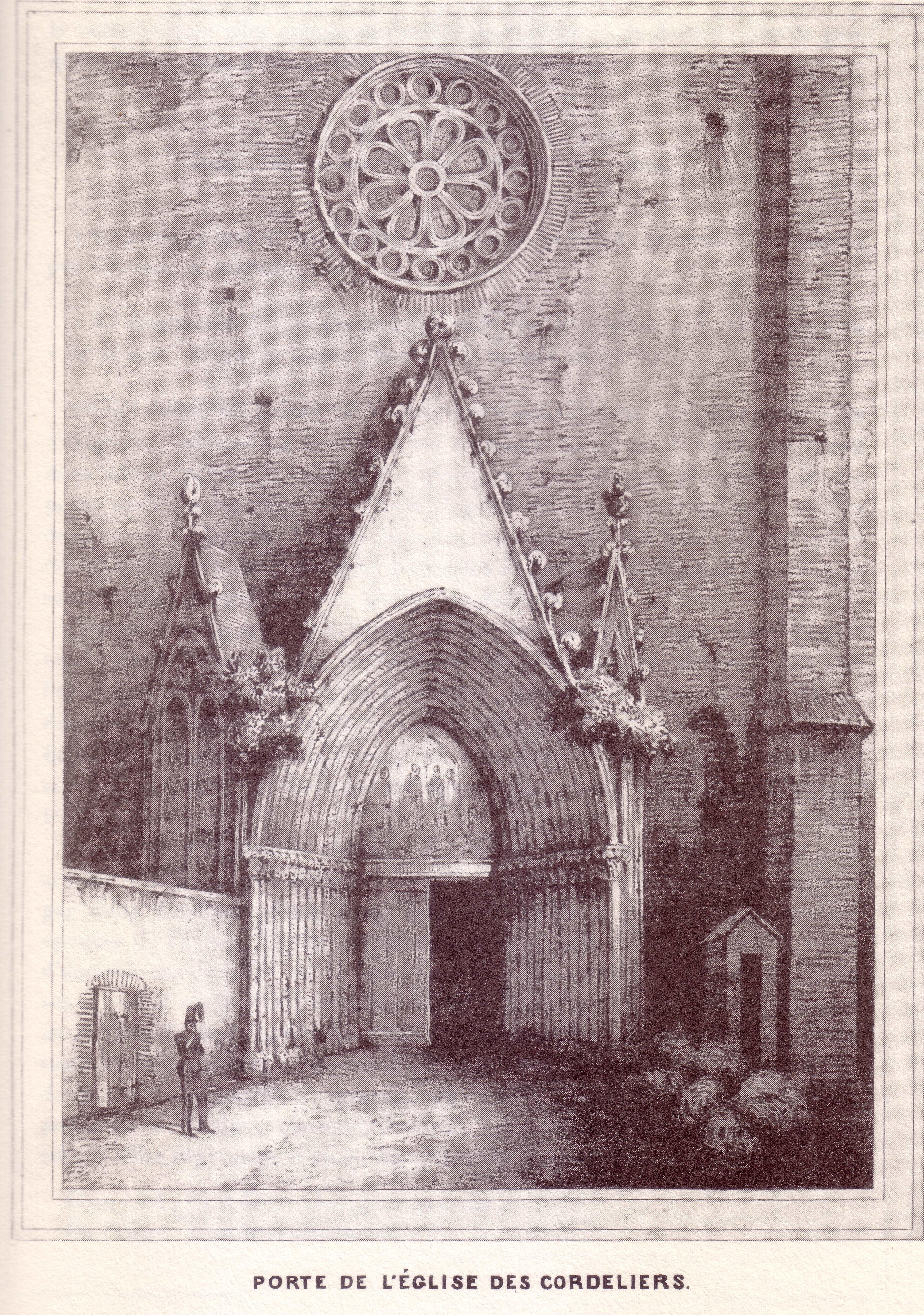
La façade vers 1840
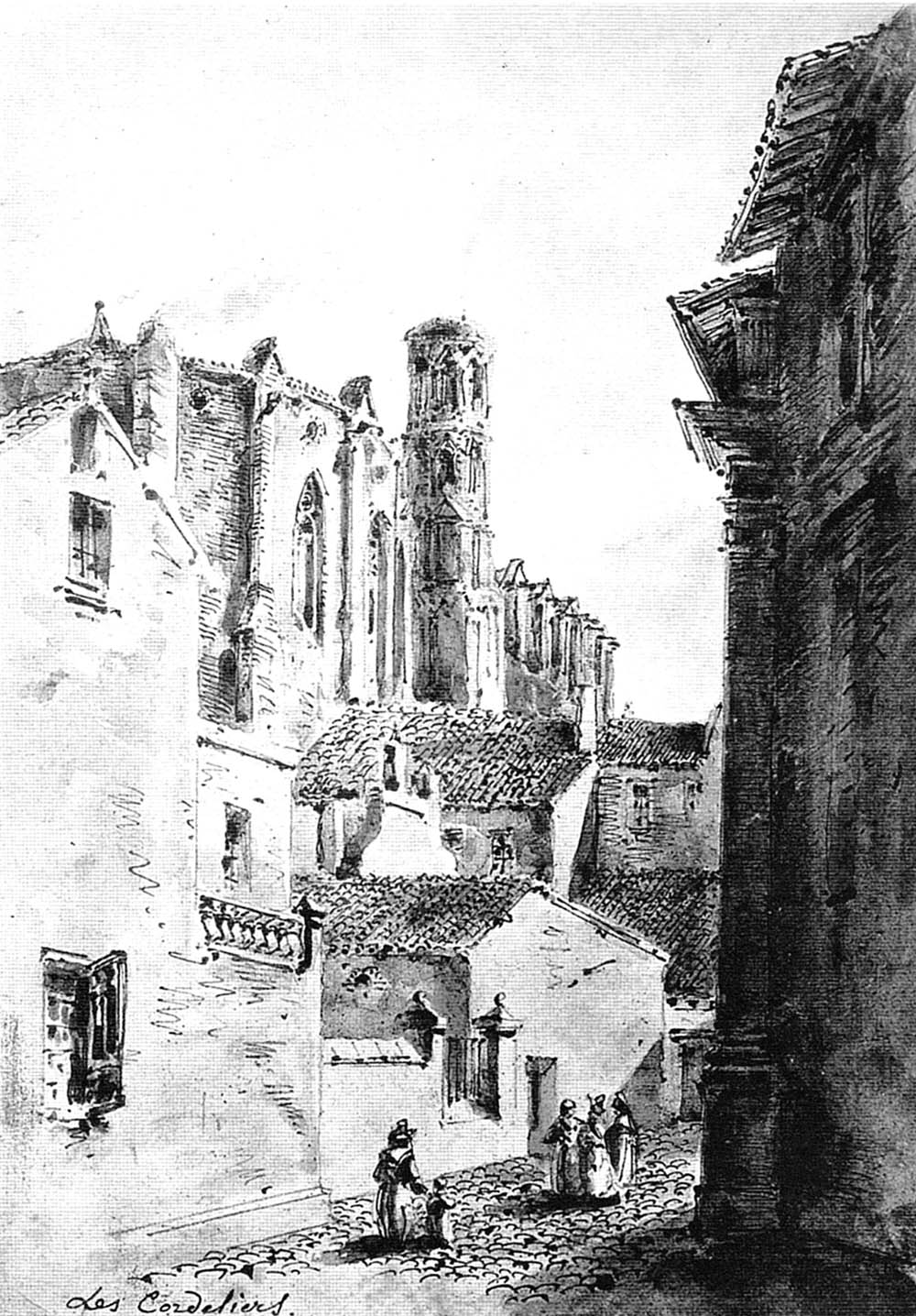
L’église des Cordeliers, par Ferdinand Mazzoli, vers 1860, vue de la rue de l’Esquile

### Église
L’église, dédiée à la Vierge, avec comme patrons secondaires saint François d’Assise et saint Louis d’Anjou, évêque de Toulouse, est construite au début du XIVe siècle. Elle mesure 86 mètres de long, sur 26 m de large. La hauteur du sol au pignon est de 30 m. La nef à l’intérieur a une décoration peinte en façon de pierre de taille, tracées avec des filets brun-rouge sur fond jaune clair. Des scènes peintes occupent les murs des chapelles.
La façade, sur la rue des Cordeliers (rue Deville actuelle) est une haute muraille de brique de 26 m de large sur 30 m de haut, percée d’une rosace. Le portail, tout en pierre, forme une saillie d’environ un mètre. Il est surmonté d’un grand fronton triangulaire, flanqué de deux frontons latéraux plus petits et étroits. On pouvait lire au-dessus de la porte principale cette devise quelque peu présomptueuse : Durabit donec fluctus formica marinos / Ebibat, et totum testudo perambulet orbem (« elle durera jusqu’à ce que la fourmi ait bu la mer, et que la tortue aura fait le tour de la terre »).

### Caveau
C’est sous la chapelle de Rieux, ou du moins à proximité, que se trouve une crypte destinée à servir de sépulture. Très vite on constate que les corps qui y sont déposés se momifient et se conservent en assez bon état. Dès lors tous les Toulousains veulent y déposer leurs morts et ainsi se constitue une galerie d’ancêtres que l’on peut visiter. Les corps sont appuyés debout contre les murs, et dans un coin on entasse des fragments, bras, jambes, têtes. On peut voir, paraît-il, la Belle Paule, célèbre pour sa beauté au point d’être devenue de son vivant une légende toulousaine. Selon des récits ultérieurs, les femmes n’avaient pas le droit de visiter le caveau : des dames curieuses obtinrent qu’on leur remonte le corps de la Belle Paule. À peine à l’extérieur, il tomba en poussière.
Un mémoire lu à l’Académie des Sciences par M. de Puymaurin, en 1784, décrit ce caveau comme une salle ovale de 18 pieds sur 12, dont la voûte était supportée par un pilier central. On y accédait par un corridor qui succédait à un escalier partant du cloître
On raconte aussi, sous de multiples versions, l’histoire d’un jeune cordelier téméraire, mis au défi par quelques camarades, d’aller seul en pleine nuit dans le caveau. Comme preuve, il doit planter un clou dans le couvercle d’un cercueil. Ce qu’il fait. Mais alors qu’il va partir, il se sent retenu par une main invisible, celle sans doute du mort dont il a troublé le repos. Il a beau tirer sur son vêtement, la main ne le lâche pas. Ses camarades retrouvent son corps au matin, il est mort de terreur. On constate alors que dans sa fébrilité, il avait cloué sa propre manche au cercueil.

### Vicissitudes historiques
En 1562, lors des troubles des guerres de religion, les bâtiments du couvent sont incendiés par les Protestants. Ils sont ensuite reconstruits.
Le 17 octobre 1738, la voûte de la nef, très large, ornée de fresques, s’effondre en partie, endommageant des statues œuvres de Bachelier et autres, détruisant les orgues. On les reconstruit à l’identique.
En 1794, le couvent est vendu comme bien national. La flèche du clocher est abattue, et on établira en 1834 une station du télégraphe Chappe de la ligne Toulouse-Bayonne. Les bâtiments servent de prison. En 1818, le couvent échoit à l’administration militaire qui en fait un magasin de fourrages pour les chevaux, principalement dans la grande nef de l’église. On peut y stocker plus de 9000 quintaux de fourrage, et autant d’avoine.

### Destructions duXIXesiècleet vestiges de l'église
En 1871, dans la nuit du 23 au 24 mars, le feu éclate dans l’amoncellement de paille et de fourrages. Il se propage rapidement et dévaste totalement la nef. On détruit en 1873 ce qui reste des ruines de l’édifice. Le clocher, épargné, est vendu à un fondeur de plombs de chasse.
De l’église, ne subsistent aujourd’hui que le clocher et le départ des voussures du portail sud de l’église, reconstitué, encore visibles rue du Collège de Foix. La salle capitulaire et la sacristie ont été préservées de la destruction. Des éléments de sculpture, chapiteaux, clés de voûte, etc. ont pu être récupérés, notamment par Alexandre Du Mège, et regroupés au Musée des Augustins, dont une série de quinze très belles gargouilles conservées dans le cloître.
Le musée Paul-Dupuy conserve un parement d’autel de l’église des Cordeliers, un des rares chefs-d’œuvre textiles qui ont subsisté jusqu’à nos jours.
Des documents datant d’avant la démolition permettent de se faire une idée de l’aspect de l’église, notamment les dessins de Ferdinand Mazzoli (1821-1893) sur le Vieux Toulouse disparu, mais aussi des plaques photographiques (musée du Vieux Toulouse).

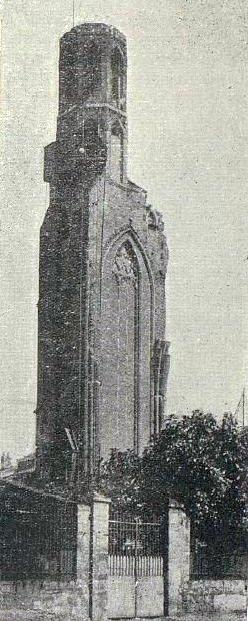
La Tour des Cordeliers en 1934
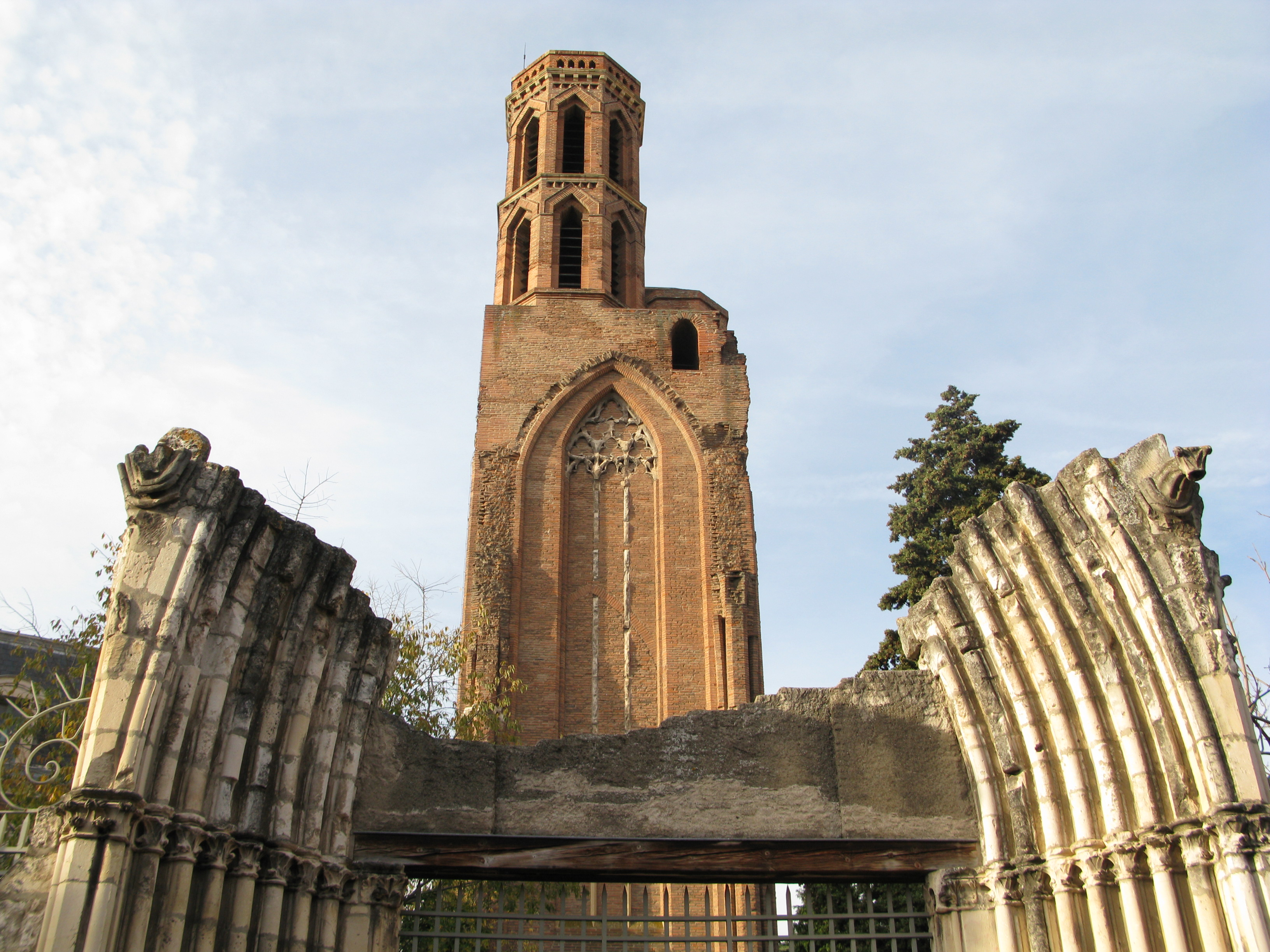
Le clocher et le portail
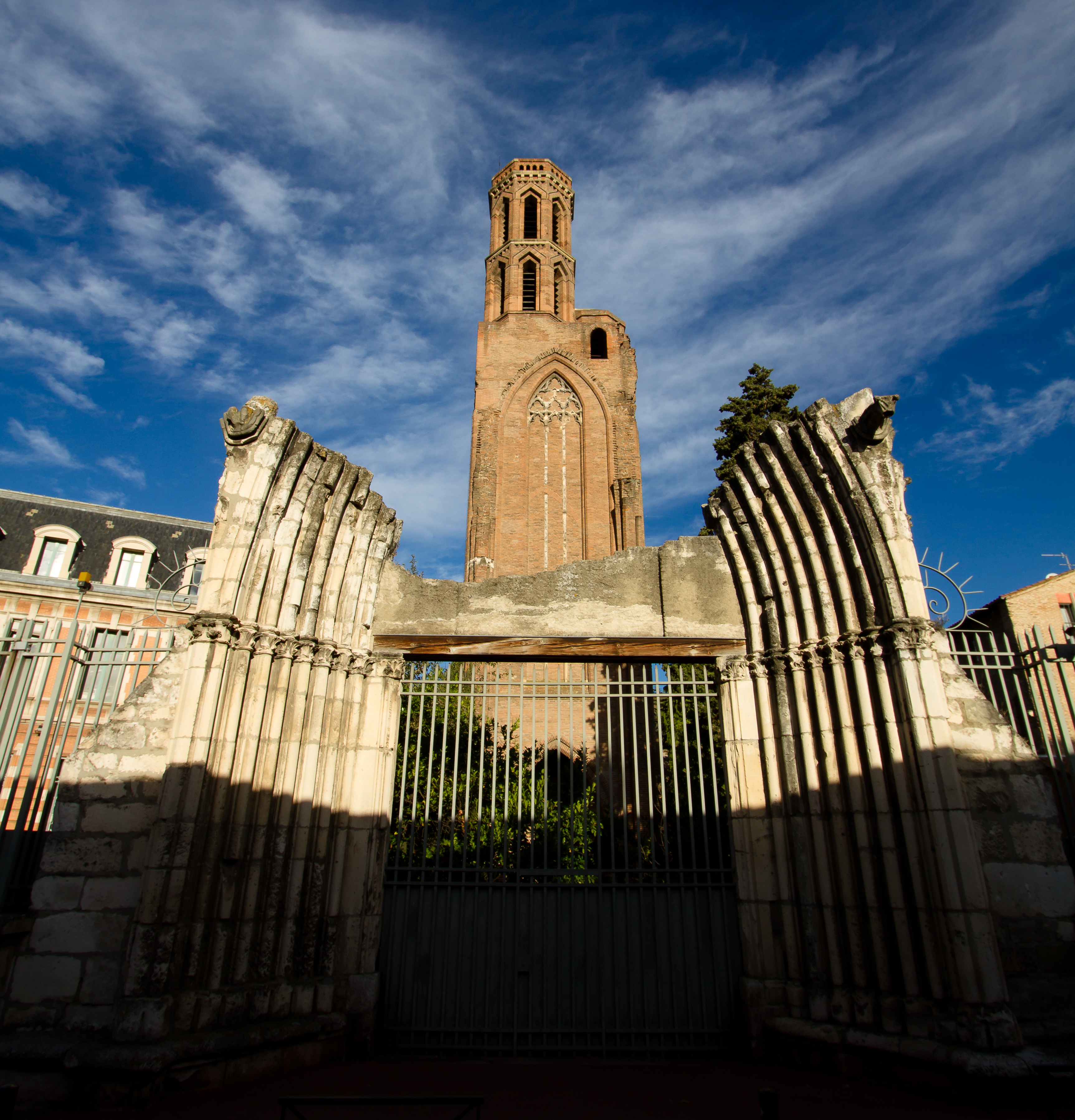
Le clocher et le portail
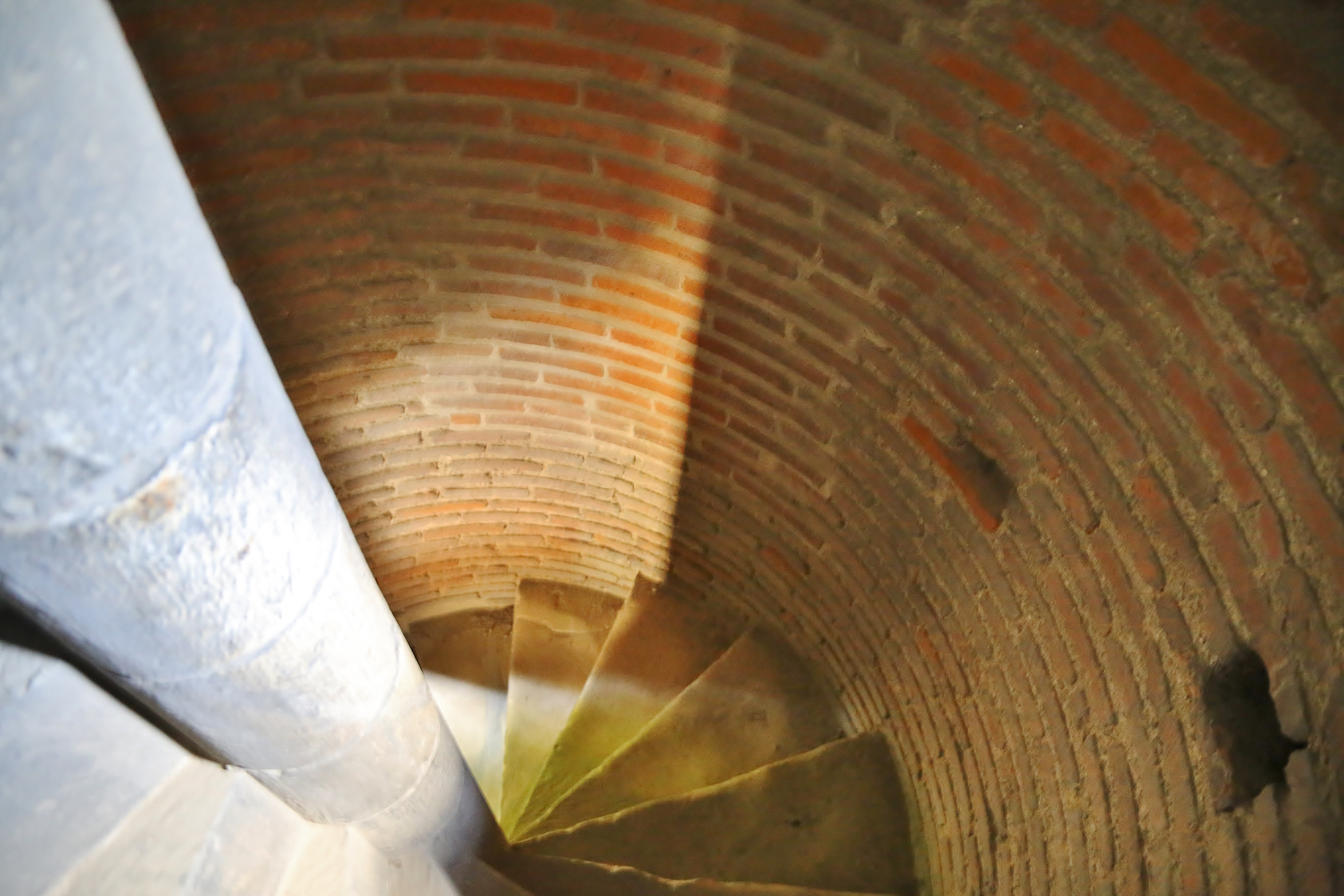
Escalier en vis du clocher.
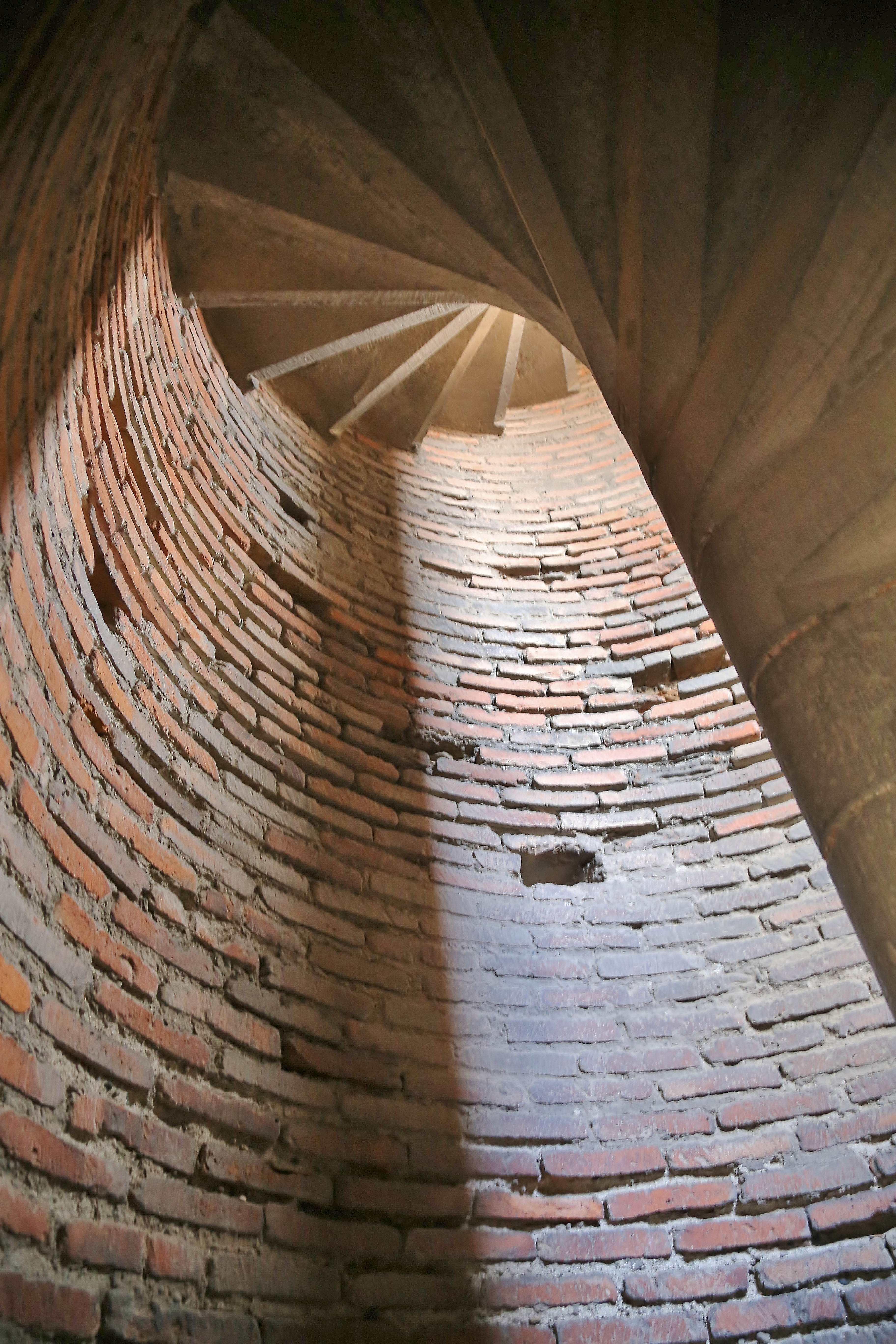
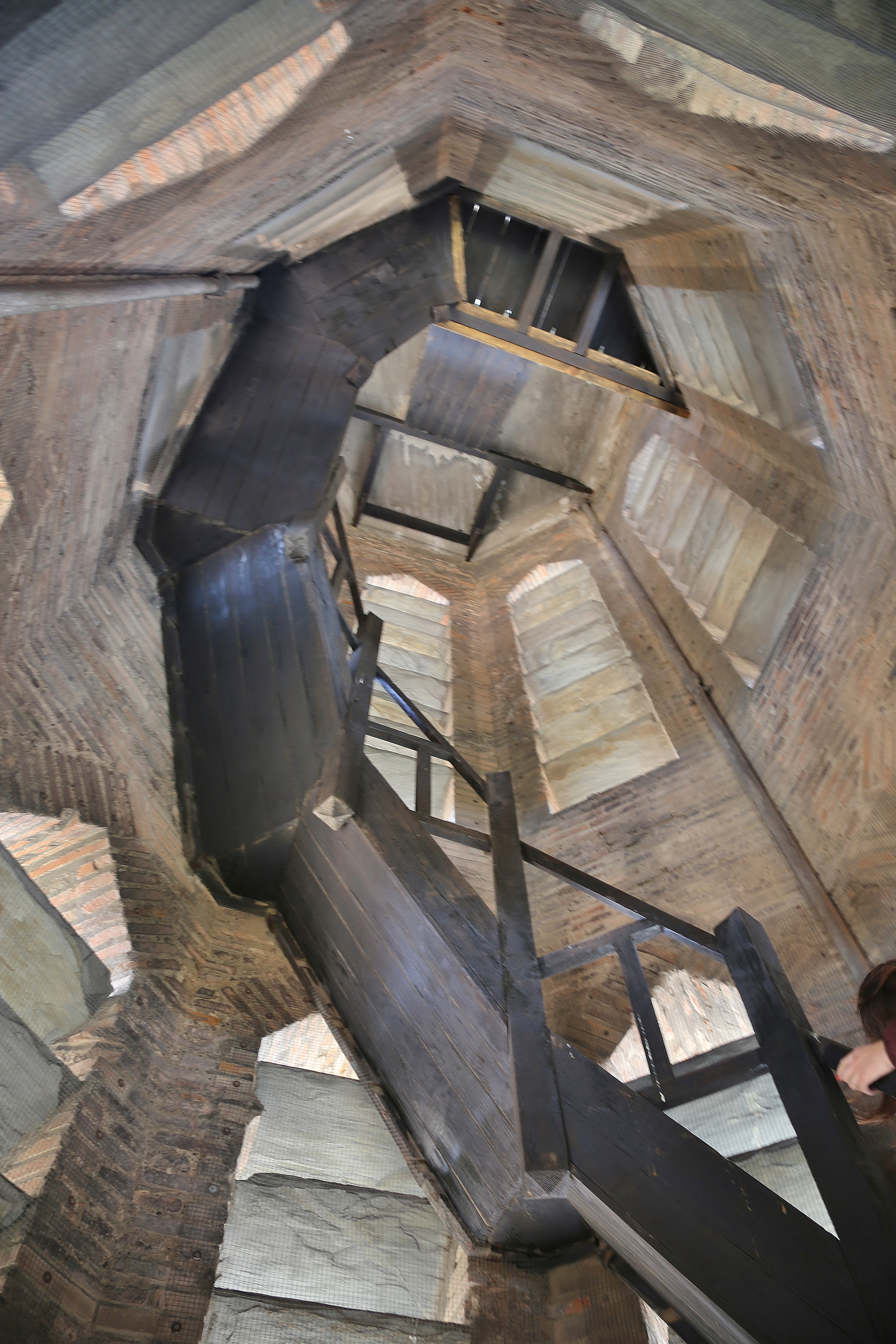
Escalier en bois (partie haute du clocher).
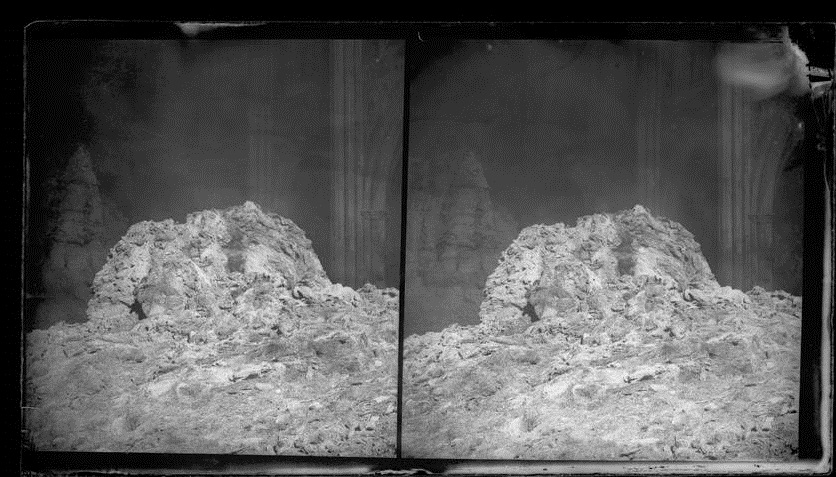
Intérieur après l’incendie, photographie d’Eugène Trutat
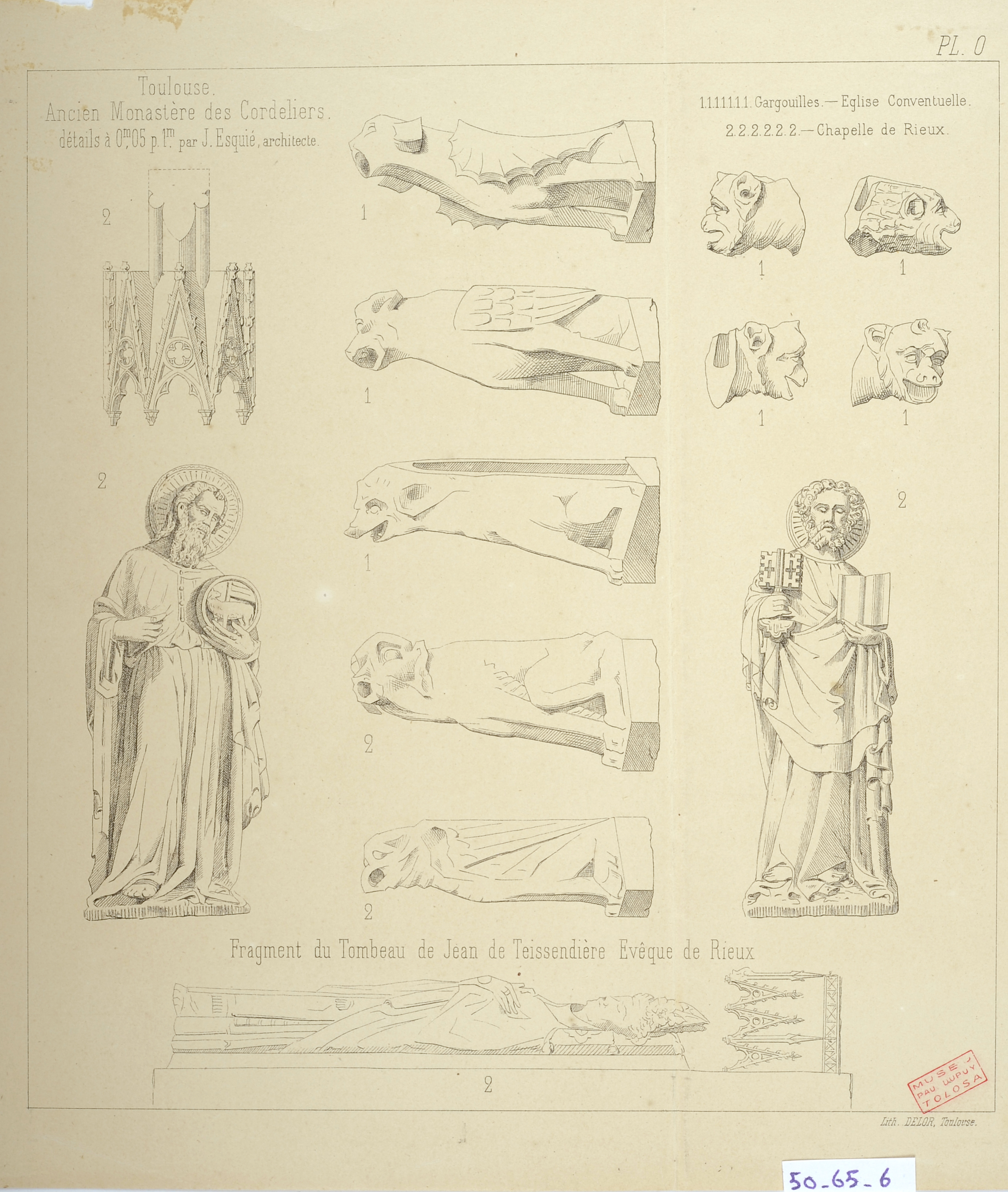
Vestiges de l’église des Cordeliers, gravure, musée Paul-Dupuy
Parement d'autel du couvent des Cordeliers musée Paul-Dupuy

### Sources
- Cet article est rédigé à partir de la Notice historique d’Alphonse Brémond et confronté aux autres ouvrages cités en note et en bibliographie.